# Kings Langley FC
Kings Langley FC (celým názvem: Kings Langley Football Club) je anglický fotbalový klub, který sídlí ve vesnici Kings Langley v nemetropolitním hrabství Hertfordshire. Založen byl v roce 1886. Od sezóny 2018/19 hraje v Southern Football League Premier Division South (7. nejvyšší soutěž). Klubové barvy jsou černá a bílá.
Své domácí zápasy odehrává na stadionu Gaywood Park s kapacitou 1 963 diváků.

## Úspěchy v domácích pohárech
Zdroj: 
- FA Cup
  - 2. předkolo: 2016/17, 2017/18
- FA Trophy
  - 3. předkolo: 2016/17
- FA Vase
  - 2. kolo: 2014/15

## Umístění v jednotlivých sezonách
Stručný přehled
Zdroj: 
- 1920–1921: Herts County League (Western Division)
- 1921–1922: Herts County League (Mid & West Division)
- 1946–1947: Herts County League (Division Two)
- 1947–1952: Herts County League (Division One)
- 1955–1956: Herts County League (Division One "A")
- 1956–1973: Herts County League (Premier Division)
- 1973–1976: Herts County League (Division One)
- 1976–1978: Herts County League (Premier Division)
- 1978–1980: Herts County League (Division One)
- 1980–1983: Herts County League (Premier Division)
- 1983–1987: Herts County League (Division One)
- 1987–1990: Herts County League (Premier Division)
- 1990–1991: Herts County League (Division One)
- 1991–2001: Herts County League (Premier Division)
- 2001–2004: Spartan South Midlands League (Division One)
- 2004–2008: Spartan South Midlands League (Division Two)
- 2008–2014: Spartan South Midlands League (Division One)
- 2014–2015: Spartan South Midlands League (Premier Division)
- 2015–2016: Southern Football League (Division One Central)
- 2016–2018: Southern Football League (Premier Division)
- 2018– : Southern Football League (Premier Division South)

Jednotlivé ročníky
Zdroj: 
Legenda: Z - zápasy, V - výhry, R - remízy, P - porážky, VG - vstřelené góly, OG - obdržené góly, +/- - rozdíl skóre, B - body, červené podbarvení - sestup, zelené podbarvení - postup, fialové podbarvení - reorganizace, změna skupiny či soutěže
| Sezóny  | Liga                                              | Úroveň | Z  | V  | R  | P  | VG  | OG | +/-  | B   | Pozice |
| ------- | ------------------------------------------------- | ------ | -- | -- | -- | -- | --- | -- | ---- | --- | ------ |
| 2009/10 | Spartan South Midlands League (Division One)      | 10     | 40 | 21 | 7  | 12 | 84  | 60 | +24  | 70  | 7.     |
| 2010/11 | Spartan South Midlands League (Division One)      | 10     | 40 | 28 | 3  | 9  | 113 | 56 | +57  | 87  | 3.     |
| 2011/12 | Spartan South Midlands League (Division One)      | 10     | 42 | 25 | 5  | 12 | 114 | 77 | +37  | 80  | 4.     |
| 2012/13 | Spartan South Midlands League (Division One)      | 10     | 40 | 22 | 8  | 10 | 109 | 56 | +53  | 74  | 6.     |
| 2013/14 | Spartan South Midlands League (Division One)      | 10     | 38 | 27 | 5  | 6  | 133 | 31 | +102 | 86  | 2.     |
| 2014/15 | Spartan South Midlands League (Premier Division)  | 9      | 42 | 33 | 4  | 5  | 127 | 37 | +90  | 103 | 1.     |
| 2015/16 | Southern Football League (Division One Central)   | 8      | 42 | 27 | 6  | 9  | 83  | 44 | +39  | 87  | 1.     |
| 2016/17 | Southern Football League (Premier Division)       | 7      | 46 | 11 | 14 | 21 | 57  | 72 | -15  | 47  | 20.    |
| 2017/18 | Southern Football League (Premier Division)       | 7      | 46 | 8  | 14 | 24 | 63  | 98 | -35  | 38  | 21.    |
| 2018/19 | Southern Football League (Premier Division South) | 7      | 42 |    |    |    |     |    |      |     |        |